# Francisco Takeo
Luis Francisco Takeo (Santa Cruz de la Sierra, 13 mei 1966) is een voormalig Boliviaans voetballer, die speelde als aanvallende middenvelder.

## Clubcarrière
Takeo beëindigde zijn actieve loopbaan in 2000 bij de Boliviaanse club Oriente Petrolero. Hij won viermaal de Boliviaanse landstitel met Club Bolívar. Takeo speelde ook in Venezuela bij Deportivo Táchira (1999-2000).

## Interlandcarrière
Takeo speelde in totaal 11 interlands voor Bolivia in de periode 1989-1993, en scoorde één keer voor zijn vaderland. Onder leiding van de Argentijnse bondscoach Jorge Habegger maakte hij zijn debuut op 25 mei 1989 in de vriendschappelijke thuiswedstrijd tegen Paraguay in Cochabamba, die met 3-2 werd gewonnen door treffers van Álvaro Peña en Arturo García (2). Met La Verde nam hij één keer deel aan de strijd om de Copa América: 1989.

## Erelijst
Club Bolívar
- Liga de Boliviano

1983, 1985, 1987, 1988